# Cyanoramphus cookii
Cyanoramphus cookii (лат.) — вид попугаев из семейства Psittaculidae. Эндемик острова Норфолк, расположенного между Австралией, Новой Зеландией и Новой Каледонией в Тасмановом море.

## Таксономия
Вид впервые описал Джордж Роберт Грей  в 1859 году под биноменом Platycercus cookii. Видовое название дано в честь Джеймса Кука.
Долгое время считался подвидом краснолобого прыгающего попугая. Орнитологи Альфред Норт (1893 г.) и Грэм Фиппс (1981 г.) отметили, что норфолкский прыгающий попугай был значительно крупнее краснолобого. Фиппс добавил, что необходимо дальнейшее исследование их статуса. Анализ ДНК в 2001 году показал, что это другой вид.

## Образ жизни
Первоначально обитавший по всему острову Норфолк, сегодня ареал ограничен лесами вокруг горы Питт в северо-западном углу острова. Его естественной средой обитания являются тропические леса, из которых он прилетает на окружающие плантации и сады. Семена составляют более половины рациона норфолкского попугая, особенно зимой. Пять  видов растений составляют 85 % его рациона, в том числе норфолкская сосна (Araucaria heterophylla), пальма ниау (Rhopalostylis baueri), Dodonaea viscosa, интродуцированная маслина африканская (Olea europaea subsp. cuspidata) и гуава земляничная (Psidium cattleyanum).